# Ambato Boeny
Ambato Boeny är en ort i Madagaskar.   Den ligger i regionen Boenyregionen, i den norra delen av landet, 290 km norr om huvudstaden Antananarivo. Ambato Boeny ligger 36 meter över havet och antalet invånare är 22 529.
Terrängen runt Ambato Boeny är platt. Runt Ambato Boeny är det ganska glesbefolkat, med 22 invånare per kvadratkilometer. Det finns inga andra samhällen i närheten. Omgivningarna runt Ambato Boeny är huvudsakligen savann.